# Nopaltepec
Nopaltepec pertence à Região Ecatepec, é um dos municípios localizados ao nordeste do Estado de México, no México, limitado no norte e leste com o Estado de Hidalgo e oeste e ao sul com o município de Axapusco.